# Tohuvabohu
Tohuvabohu è il sedicesimo album dei KMFDM pubblicato il 21 agosto 2007.

## Tracce
1. Super Power – 4:16
2. Looking for Strange – 5:18
3. Tohuvabohu – 5:20
4. I Am What I Am – 4:52
5. Saft Und Kraft – 4:36
6. Headcase – 3:57
7. Los Ninos Del Parque – 3:58
8. Not in My Name – 4:50
9. Spit or Swallow – 4:11
10. Fait Accompli – 5:05
11. Bumaye – 4:46

## Formazione
- Sascha Konietzko - voce, sintetizzatore, tastiere
- Lucia Cifarelli - voce
- Steve White - chitarra
- Jules Hodgson - chitarra, basso
- Andy Selway - batteria
- Amy Denio (1) - sassofono alto
- Jim Knodle (1) - tromba